# 1906 у літературі

## Нагороди
- Нобелівську премію з літератури отримав італійський поет Джозуе Кардуччі.
- Гонкурівську премію здобули Жан Таро та Жером Таро за твір «Дингді, видатний письменник»
- Премію Феміна отримав Андре Кортіс, «Геми і муари»

## Книги
- «Сер Найджел» — роман Артура Конана Дойля.
- «Сум'яття вихованця Терлеса» — роман Роберта Музіля.
- «У дні комети» — роман Герберта Веллса
- «Пак з пагорбів» — цикл казок Кіплінга
- «Золотий вулкан» — роман Жюля Верна

## Народились
- 13 квітня — Семюел Беккет, ірландський письменник (помер у 1989).
- 16 жовтня — Діно Буццаті, італійський переклад (помер у 1972).
- 30 листопада — Джон Діксон Карр, американський письменник, автор детективних романів (помер у 1977).

## Померли
- 23 травня — Генрік Ібсен, норвезький драматург (народився в 1828).